# Bigland Tarn
Der Bigland Tarn ist ein See im Lake District, Cumbria, England.
Der Bigland Tarn liegt südlich von Haverthwaite und südlich des River Leven. Der See hat keinen erkennbaren Zufluss, sein unbenannter Abfluss mündet in den River Leven.
Der See wird als privater Fischteich genutzt, in dem Spiegelkarpfen leben. Am Ufer des Sees gibt es einen Eiskeller.